# Барриос, Вильмар
Ви́льмар Энри́ке Ба́рриос Тера́н (исп. Wílmar Enrique Barrios Terán; род. 16 октября 1993[…], Картахена) — колумбийский футболист, опорный полузащитник российского клуба «Зенит» Санкт-Петербург и сборной Колумбии. Участник Олимпийских игр 2016 года в Рио-де-Жанейро. Участник чемпионата мира 2018 года. Рекордсмен среди легионеров по числу побед в чемпионате России (6).

## Клубная карьера

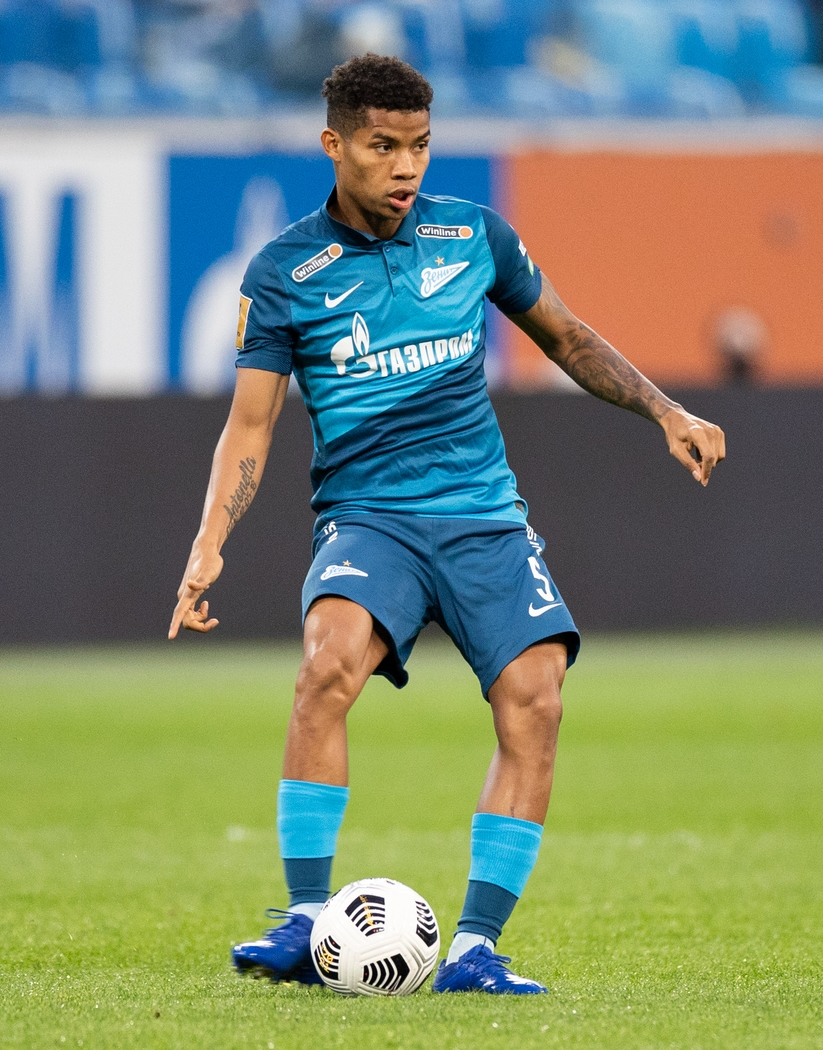
Барриос в составе «Зенита»

Барриос — воспитанник клуба «Депортес Толима». 24 февраля 2013 года в матче против «Бояка Чико» он дебютировал в Кубке Мустанга. В 2014 году игрок стал обладателем Кубка Колумбии. 17 мая 2015 года в поединке против «Хагуарес де Кордоба» Вильмар забил свой первый гол за «Депортес». Летом того же года Барриос перешёл в аргентинский «Бока Хуниорс». Сумма трансфера составила 2,7 млн евро. 29 октября в матче против «Темперлея» он дебютировал в аргентинской Примере, заменив во втором тайме Пабло Переса. 11 декабря в поединке против «Эстудиантеса» Вильмар забил свой первый гол за «Бока Хуниорс». В 2017 году игрок помог клубу выиграть чемпионат.
1 февраля 2019 года Барриос перешёл в петербургский «Зенит». Соглашение было рассчитано на 4,5 года, сумма трансфера составила €15 млн, а зарплата около €2 млн. 2 марта в матче против «Урала» он дебютировал в РПЛ. 17 марта в поединке против московского «Спартака» (1:1) Вильмар забил свой первый гол за «Зенит». В составе клуба Барриос шесть раз выиграл чемпионат, а также стал обладателем Кубка и Суперкубка России (дважды).

## Карьера в сборной
Летом 2016 года Барриос в составе олимпийской сборной Колумбии принял участие в Олимпийских играх в Рио-де-Жанейро. На турнире он сыграл в матчах против команд Швеции, Японии Нигерии и Бразилии.
7 сентября в отборочном матче чемпионата мира 2018 против сборной Бразилии дебютировал за сборную Колумбии.
В 2018 году Барриос принял участие в чемпионате мира в России. На турнире он сыграл в матчах против команд Японии, Польши и Англии.
В 2019 году принял участие в Кубке Америке в Бразилии. На турнире он сыграл в матчах против сборных Аргентины, Катара, Парагвая и Чили. В 2021 году Барриос принял участие в Кубке Америки в Бразилии. На турнире он сыграл в матчах против команд Эквадора, Венесуэлы, Бразилии, Уругвая, Аргентины и дважды Перу.
28 сентября 2022 года в товарищеском матче против сборной Мексики Вильмар забил свой первый гол за национальную команду.

## Достижения
Командные
 «Депортес Толима»
- Обладатель Кубка Колумбии: 2014

 «Бока Хуниорс»
- Чемпион Аргентины: 2016/17, 2017/18
- Финалист Кубка Либертадорес: 2018

 «Зенит»
- Чемпион России (6): 2018/19, 2019/20, 2020/21, 2021/22, 2022/23, 2023/24
- Обладатель Кубка России (2): 2019/20, 2023/24
- Обладатель Суперкубка России (4): 2020, 2022, 2023, 2024

В сборной
 Колумбия
- Бронзовый призёр Кубка Америки: 2021

Личные
- В списках 33 лучших футболистов чемпионата России (7):
  - № 1 — 4 раза: 2019/2020, 2022/2023, 2023/2024, 2024/2025
  - № 2 — 2 раза: 2020/2021, 2021/2022
  - № 3 — 1 раз: 2018/2019